# C/2000 WM1 (LINEAR)
C/2000 WM1 (LINEAR) — одна з довгоперіодичних гіперболічних комет. Ця комета була відкрита 16 листопада 2000 року; вона мала 18.0m на час відкриття.